# Pere Falcó Golondrina
Pere Falcó Golondrina va ser un pintor català. Va nàixer a Xerta, Baix Ebre, el 6 de juny de 1932 i va morir a Barcelona el 23 de maig de 2015.

## Biografia
Procedent d'una família de jornalers de Xerta (Baix Ebre), de ben petit mostrà interès per l'escultura i el dibuix, amb els pocs recursos que tenia: modelar formes amb el fang que deixaven les avingudes de l'Ebre o dibuixar amb carbonets que quedaven del foc de casa. L'any 1946 la família aconseguí que li adjudiquessin una beca per estudiar a les Escoles Professionals Salesianes de Sarrià a Barcelona i l'any 1950, després d'obtenir el títol de mestre industrial en l'especialitat de Decoració, hi continuà treballant com a artesà. Al mateix temps, però, decidí continuar la seva formació artística a l'Escola d'Arts Aplicades i Oficis Artístics de Barcelona (La Llotja), on fou deixeble de Francesc Labarta. El 1952 ingressà a l'Acadèmia Baixas de Barcelona, centre considerat uns dels més destacats entre les institucions privades que es dedicaven a l'ensenyança de les arts plàstiques i que havia estat fundat per l'aquarelista Joan Baixas. L'any 1953 es feu soci del Cercle Artístic de Sant Lluc de Barcelona i el 1956 obtingué el Primer Premi de Pintura del Cercle Artístic de Sant Lluc. El 1960 obtingué una beca d'estudi del Cercle Maillol de l'Institut Francès de Barcelona per ampliar estudis a París. Al 1961 obtingué el títol de professor de Dibuix a l'Escola Superior de Belles Arts de Sant Jordi de Barcelona i l'any 1972 es graduà en arts aplicades i Oficis Artístics a la Llotja de Barcelona.
L'any 1980 es llicencià en Belles Arts per la Facultat de Belles Arts de la Universitat de Barcelona. Entre els anys 1968 i el 1987, treballà simultàniament com a professor a l'Escola d'Arts Aplicades i Oficis Artístics de Barcelona i també com a catedràtic de l'especialitat de dibuix a la Facultat de Belles Arts de la Universitat de Barcelona. L'any 1985 es doctorà "Cum Laude" amb la tesi "Pedagogía del espacio interiorista". Fou vicedegà (1992-1998) i degà de la Facultat de Belles Arts de la Universitat de Barcelona (1998 - 2001).

## Obra

### Inicis informalistes
La seva primera exposició individual tingué lloc l'any 1960 a la Casa del cavaller Despuig de Tortosa, presentada pel poeta Manel Pérez Bonfill. Pere entenia que l'artista havia d'expressar-se mitjançant la matèria i veia clar que la seva obra anava camí de l'abstracció, pel procés de simplificació i d'eliminació de tot el que considerava accessori. Artistes de l'Escola de París, en especial Hans Hartung, l'influenciaren quan amplià estudis a París i de tornada a Barcelona, s'interessà pel grup Dau al Set, en especial per Antoni Tàpies, a qui admirava. Del 20 de maig al 2 de juny de 1961 va exposar conjuntament amb Teodoro Asensio a les Galeries Jaimes de Barcelona, presentada per José María Valverde i que va rebre una bona crítica de Josep Corredor Matheos i del crític Alberto del Castillo. A partir d'aquell moment, el camí encetat cap a l'abstracció es consolida amb uns excel·lents treballs agrupats sota el nom genèric d'Abstracció que representen la introducció plena dins de la tendència formalista. Si bé és cert que molts artistes en aquests anys s'incorporaren a aquest moviment, el treball de Falcó tenia característiques pròpies. Fent servir la tècnica de la cera, mostra una explosió de color gens freqüent en l'informalisme català i treballant amb un mínim de recursos. Al febrer de 1963 exposa a les Galeries Kira de Palma, presentada per Josep Corredor Matheos. Entre els anys 1963 fins al 1971, no exposa individualment, però sí en exposicions col·lectives als Salons de Maig de Barcelona i amb els antics becats del Cercle Maillol, entre d'altres.

### La presència de l'home
L'obra Presència en el temps (1970) marcà una nova etapa en què torna a la figuració d'una manera molt lliure i que té com a protagonista central l'home. Segons Antonio Salcedo és una obra amb una forta càrrega simbòlica que tingué una projecció important en la futura producció de l'artista. Aquesta obra donà pas a l'exposició de dibuixos que al mes de maig de 1971 realitzà a l'Institut Franciscà d'Apostolat, presentada per J. Corredor Matheos. Santos Torroella comentà que l'artista exhibia un conjunt de tècniques variades: grafit, tinta, polvorització, el grattage, capes de paper despreses, plàstic i paper de seda perquè li interessava treballar les potencialitats dels materials i la seva barreja, per expressar la reacció a l'ambient, als mitjans audiovisuals, la seriació de l'home, la guerra, l'amor, la llibertat i el destí. Eren els darrers anys del franquisme, però la situació d'opressió i de manca de llibertat es continuava fent sentir i aquesta exposició fa referència a la censura i l'aïllament de l'home. La figura humana és el tema en exclusiva de l'exposició a la Galeria Seny - especialitzada en obra gràfica- l'any 1975 a Barcelona. Cossos fragmentats amb fortes volumetries que li donen un caire escultòric, aconseguit amb un mínim de mitjans, fent servir solament el blanc i negre, i que responen a la situació que es vivia en els darrers dies del dictador, la consciència de la mutilació patida per tants anys d'opressió. Segons Imma Julián, s'hi destacaven dues tendències: una figurativa adscrita a l'expressionisme i una d'abstracta relacionada amb el vessant americà. A la tardor de 1980 exposà als Amics de Les Arts de Terrassa, presentada per Daniel Giralt-Miracle, amb obres que físicament tenen dues parts, la meitat de l'esquerra, tensa, crispada, dinàmica que correspon a la presència temporal de l'home, al seu esperit, als seus estats anímics, i la dreta, relaxada, assuavida, harmoniosa, amb un tractament del color que ens remet a l'espai inassolible.

### El joc de la dualitat
L'any 1983 torna a exposar a la Galería Seny on exposà els díptics, quadres d'espai ple i espai buit. Durant tota la dècada dels vuitanta treballà en aquest joc del sistema dual. El pintor centrà el treball en la idea que les coses són i no són, les persones existim i no existim, i fins i tot, els objectes tenen una presència que després desapareix. L'obra d'aquests anys és una evolució de l'anterior però s'identifica amb els postulats de la pintura que es realitzava a escala internacional, el neoexpressionisme alemany, la transvanguardia italiana i la nova pintura de Nova York. Amb Home i espai (1982), representativa d'aquesta època, va guanyar la IX Medalla Gimeno de l'Ajuntament de Tortosa, i que s'exposa al Museu de Tortosa.

### L'etern retorn i la presència de la natura
A finals dels vuitanta, continuà tractant els mateixos temes però hi hagué una evolució cap a una major llibertat en l'ús del color i la forma. Als anys noranta, la pintura de Pere Falcó es començà a poblar de signes i símbols. Al mes d'abril de 1991, presenta una exposició a la Galería Lleonart, amb forta càrrega ideològica comentada pel crític Francesc Miralles. Dos anys més tard torna a exposar a la mateixa galería, presentada per Arnau Puig. L'any 1995 torna a exposar a Tortosa al Centre del Comerç, presentada per Josep Corredor-Matheos. i comentada per F. Gonzàlez Cirer, en què hi ha una gran presència de la memòria, moments viscuts. Entre 1994 i 1995 la natura entra amb força en la seva producció, de vegades només insinuada per una elements vegetals i també per ocells, barrejats amb símbols com l'escala, que per a Rosa Vázquez són elements que faciliten l'explicació artística del pas del temps i segons Conxita Oliver hi ha un diàleg entre les vivències externes de l'artista i la seva energia interna. L'octubre de 2000 exposà a la galeria Jordi Barnadas, Imma Julián insisteix en la confluència del passat, el present i el futur amb la combinació d'elements referencials i poètics diversos.

### Darreres exposicions
Amb companys de dilatada carrera forma el grup 6+1 i del febrer al març de 2002 exposen a la Galeria Lleonart de Barcelona.
Al 20 de febrer de 2004 inaugura l'exposició “Amb colors nous” al Palau Oliver de Boteller, Tortosa, organitzat pels Serveis Territorials de Cultura a les Terres de l'Ebre de la Generalitat de Catalunya.
Del 14 de setembre al 17 d'octubre de 2004, el Museu d'Art Modern de la Diputació de Tarragona li dedica una exposició retrospectiva “Pere Falcó, L’home i l'espai”.
A l'abril de 2012 inaugura la programació de la sala d'exposicions del Palau Oliver de Boteller a Tortosa, dedicada a creadors amb dilatades carreres artístiques i vinculats al món de l'ensenyament, amb l'exposició de gravats “Incisions i empremtes”.

### L'obra mural i els vitralls
Per la seva formació, Pere Falcó coneixia el món referencial i artístic cristià i això el va dur a acceptar encàrrecs de tipus religiós. Era conscient que aquest tipus d'obres havien de sotmetre's a un programa iconogràfic que depenia de la història que s'havia de narrar. Això no obstant, es pren certes llibertats en la manera d'executar l'obra.
L'any 1966 va crear un mural de l'últim sopar per a la capella del Santíssim de l'església de l'Assumpció de Xerta i el 1981 hi tornà per fer un fresc en honor de Sant Martí, que incorpora escenes de les grans riuades. L'any 1959 rep l'encàrrec d'una obra mural per a l'església parroquial de Llagostera, Girona, on també va decorar la sagristia. L'any 1970 va decorar l'absis de l'església de Sant Esteve Sesrovires i l'any 1983, una capella lateral. A l'església dels Salesians d'Horta, Barcelona va crear un vitrall l'any 1984, on representa el tema de la Creació.